# Pipariya (Jabalpur)
Pipariya è una suddivisione dell'India, classificata come census town, di 4.483 abitanti, situata nel distretto di Jabalpur, nello stato federato del Madhya Pradesh. In base al numero di abitanti la città rientra nella classe VI (meno di 5.000 persone).

## Geografia fisica
La città è situata a 23° 10' 08 N e 79° 51' 03 E.

## Società

### Evoluzione demografica
Al censimento del 2001 la popolazione di Pipariya assommava a 4.483 persone, delle quali 2.350 maschi e 2.133 femmine. I bambini di età inferiore o uguale ai sei anni assommavano a 564, dei quali 293 maschi e 271 femmine. Infine, coloro che erano in grado di saper almeno leggere e scrivere erano 3.063, dei quali 1.801 maschi e 1.262 femmine.